# A View to a Kill (Lied)
A View to a Kill ist ein Song von Duran Duran aus dem Jahr 1985, der von der Band und John Barry geschrieben wurde. Das Stück ist der Titelsong zum Film James Bond 007 – Im Angesicht des Todes.
John Barry und Duran Duran waren für den Song bei den Golden Globe Awards 1986 in der Kategorie Bester Filmsong nominiert.

## Geschichte
Der Legende nach trafen sich der Duran-Duran-Bassist John Taylor und der Filmproduzent Albert R. Broccoli auf einer Party. Taylor, leicht angetrunken, stellte Broccoli die Frage, wann er endlich mal jemand vernünftigen einstellen würde, um einen der James-Bond-Titelsongs aufzunehmen. Dies soll tatsächlich dazu geführt haben, dass Broccoli die Band dem James-Bond-Komponisten John Barry sowie Jonathan Elias vorstellte.
Duran Duran hatten völlig freie Hand, was das Songwriting anging. Wer wie viel Einfluss auf den Song hatte, gilt heute als umstritten. Auch die Art der Zusammenarbeit wird unterschiedlich beschrieben. So erinnerte sich der Sänger Simon Le Bon daran, dass der Keyboarder Nick Rhodes die initiale Idee hatte, während der Gitarrist Andy Taylor wiederum meinte, die erste Rohfassung stamme von John Taylor. Barry hörte sich ihre Ideen an, sammelte und bewertete sie. Nach Le Bons Version war Barry dezent bei den Hilfestellungen und nahm nur wenig Einfluss auf die tatsächliche Komposition, sorgte jedoch mit seinen Ideen dafür, dass das Songschreiben schnell vonstattenging. Im Gegensatz dazu stehen Barrys Erinnerungen, der sagte, er habe mehr als zwei Wochen mit der Band im Proberaum verbracht, insbesondere da die Band zu jener Zeit stark zerstritten war. John und Andy Taylor dagegen erinnerten sich an Spannungen zwischen Barry und dem Keyboarder Nick Rhodes, die beide unterschiedliche Visionen von dem Song hatten.
Nachdem die Band den Song geschrieben hatte, kümmerte sich Barry um das finale Arrangement. Tatsächlich handelte es sich bei A View to a Kill um das letzte Lied, das die Band in klassischen Besetzung aufgenommen hatte. 1986 verließen John Taylor und Andy Taylor die Band und gründeten Power Station.
A View to a Kill wurde schließlich in den Maison Rouge Studio und CTS Studios in London aufgenommen. Ein 60-köpfiges Orchester begleitete die Aufnahmen. Produziert wurde der Song von Bernard Edwards, Duran Duran und Jason Corsaro.
A View to a Kill wurde am 6. Mai 1985 als Single über das Label Parlophone veröffentlicht. Auf der B-Seite befand sich der Instrumentaltitel That Fatal Kiss von John Barry.

## Musikstil und Text
Musikalisch handelt es sich um Funk-beeinflussten Synthpop im typischen Stil von Duran Duran. Das Tempo beträgt 125 bpm. Musikalisch kommen neben Keyboard, Gitarre, Bass und Schlagzeug auch ein Streichorchester zum Einsatz. Verwendet wurde ein Fairlight CMI, um die scharfen, stakkatoartigen Orchesterschläge zu erzeugen, während das reale Streichorchester den atmosphärischen Klangteppich erzeugt.
Der Text ist vom Filmtitel geprägt und schildert eine intime und erotische Beziehung mit einer nicht weiter genannten Person. Die Sprache ist bildreich und erzeugt eine eher mysteriöse Grundstimmung. Gesangstechnisch verwendet Simon Le Bon in den Strophen einen eher weichen Gesang, während der Refrain durch Einsatz der Bruststimme eher energisch wirkt.

## Musikvideo
Kevin Godley und Lol Creme (Godley & Creme) führten bei dem 1985 veröffentlichten Video Regie. Das Video enthält sowohl Szenen aus dem Film als auch an den Stil des Films angelehnte Szenen mit Duran Duran in den Hauptrollen.
Im Musikvideo selbst spielen Duran Duran unterschiedliche Agenten. Roger und Andy Taylor, die später die Gruppe verließen, agierten gegen die restlichen drei Mitglieder, was in der Nachschau wie eine Ankündigung der nahenden Trennung wirkt. Zu Beginn des Clips sendet Roger Taylor aus einer Sonde Kameras um den Eiffelturm, und Nick Rhodes schießt Bilder mit seiner Spy Cam. Im Clip spielt Taylor den Gehilfen von James Bond (Roger Moore) beim Schuss auf May Day (Grace Jones) mit einer getarnten Waffe. Währenddessen attackiert Andy Taylor mit seinem Sonic Akkordeon Nick Rhodes und bringt dessen Kamera zum Explodieren. Am Ende erkennt eine Frau Simon Le Bon, der sich mit den Worten „Bon, Simon Le Bon.“ vorstellt. Kurz darauf explodiert eine Postkarte des Eiffelturms.
Das Video wurde im Juli 1985 an drei Tagen in Paris gedreht. Nach Girls on Film ist es die zweite Zusammenarbeit mit dem Regie-Duo.

## Erfolg
Der Song wurde ein Nummer-eins-Hit in den Vereinigten Staaten, Kanada, Schweden und Italien. In Deutschland erreichte er lediglich Platz 9, während er im Vereinigten Königreich Platz 2 erreichte. Damit stellt er einen der größten Hits der britischen Band dar. Mit der Nummer 1 in den Billboard Hot 100 nimmt er außerdem eine Sonderstellung unter den James-Bond-Theme-Songs ein. Paul McCartneys Wings-Song Live and Let Die und Carly Simons Nobody Does It Better erreichten nur Platz 2.

## Alben
Der Song wurde auf dem offiziellen Soundtrack-Album von 1985 veröffentlicht. Über die Jahre erschien es außerdem auf folgenden Kompilationsalben:
- 1986: Duran Duran – Duran Duran Story
- 1989:  Duran Duran – Decade
- 1992: The Best of James Bond – 30th Anniversary Collection
- 1998: Duran Duran – Greatest
- 1999: The Best of Bond…James Bond
- 2003: Duran Duran – The Singles 81–85
- 2004: Duran Duran – The Singles 1986–1995
- 2011: Duran Duran – 10 Great Songs
- 2012: Duran Duran – Greatest Hits on CD & DVD
- 2012: Duran Duran – The Biggest & The Best
- 2012: Duran Duran – Best of

Seit seiner Veröffentlichung zählt der Song zum Standardprogramm im Liveprogramm der Band. Sie spielten es unter anderem auch bei ihrem Auftritt bei Live Aid 1985, der letzten Performance im Original-Line-up. Liveversionen von Duran Duran sind auf folgenden Alben vertreten:
- 2003: Encore Series
- 2005: Live from London
- 2010: Live At The Beacon Theatre (NYC, 31st August 1987)
- 2010: BBC In Concert: Manchester Apollo, 25th April 1989
- 2011: Live! - Rome - 12th May 2011
- 2011: Live 2011 (A Diamond In The Mind)
- 2017: Thanksgiving Live – The Ultra Chrome, Latex And Steel Tour
- 2018: Budokan

Im Gegensatz zur damals üblichen Veröffentlichungspraxis wurde nie ein Single-Remix des Songs veröffentlicht. Erst am 21. November 2014 erschien über die James-Bond-Fansite M16 eine Remixversion, die Steve Thompson zugerechnet wurde. Dabei handelt es sich um eine 12’’-Extended-Version, die 7:35 Minuten dauert. Die Version soll mit der gesamten Band außer John Taylor  aufgenommen worden sein.

## Coverversionen
Der Song wurde bereits im Veröffentlichungsjahr gecovert, zum einen vom Vienna Symphonic Orchestra Project (VSOP), einem Projekt der Wiener Symphoniker, zum anderen auch von der Eurodance-Band DJ’s Factory, die damit Platz 22 der deutschen Charts erreichten.
Eine Sonderstellung nimmt Shirley Basseys 1987 veröffentlichte Version ein, die sie für das offiziell nie veröffentlichte Album The Bond Collection aufnahm. Das Album wurde insgesamt zweimal gegen den Willen der Künstlerin veröffentlicht, die mit den Aufnahmen nicht zufrieden war.
Metalversionen wurden von der Death-Metal-Band Diablo sowie der Supergroup Northern Kings veröffentlicht.
Übersicht
- 1985: DJ’s Factory
- 1986: Vienna Symphonic Orchestra Project (VSOP)
- 1987: Shirley Bassey
- 1997: Páll Óskar Hjálmtýsson
- 1997: Gob (The Duran Duran Tribute Album, Mojo Records)
- 1998: Transmutator (Remix auf Bond Beat & Bass - The Elektronika James Bond Themes)

- 1999: Custard
- 2002: Lostprophets
- 2005: Diablo
- 2008: Northern Kings
- 2008: Skye
- 2010: Måns Zelmerlöw (live beim  Melodifestivalen 2010)[21]

## Besetzung
- Hauptgesang: Simon Le Bon
- Gitarre: Andy Taylor
- Bass: John Taylor
- Keyboards: Nick Rhodes
- Schlagzeug: Roger Taylor